# 폭투선언 다이간다
폭투선언 다이간다는 브레인즈 베이스가 제작한 TV 애니메이션 시리즈이다. 2002년 4월 5일부터 12월 27일까지 TV 도쿄에서 총 39화로 방영되었다.
대한민국에서는 《미래전사 그레이트 건더》라는 제목으로 2003년 2월 12일부터 5월 7일까지 SBS에서 방영되었다.

## 줄거리
인류는 단순하고 원시적인 문화에서 벗어나 점점 최첨단의 길을 걷게 된다. 의식주를 비롯한 모든 것을 로봇에게 도움을 얻게 된 그들은 배틀 로봇 매치를 만들어 로봇끼리 경쟁하는 오락을 만들게 된다.

## 등장인물
- 아케보노 아키라 (나기찬)
- 아케보노 하지메 (나잘난)
- 호시 하루카 (봄이)
- 류구 (드래곤)
- 건더
- 브라이온
- 이글 애로
- 드리모그
- 본렉스
- 데스 펙터
- 트라이혼
- 간잔
- 타이거마루
- 로우가마루
- 드라고버스트
- 드라고 플레임
- 드라고 프리져
- 프로페서 빅뱅
- 텐콘스리폰

## 방영 에피소드
1. 불타는 용기사 등장
2. 천하무적의 폭투왕
3. 수수께끼의 스나이퍼 긴잔
4. 격투왕 다이가라이온
5. 사라진 건더
6. 공룡 군단이 나타나다
7. 기적의 메가벡스
8. 본렉스
9. 커맨더의 조건
10. 유령 동굴의 불가사의
11. 이것이 배틀로봇 모드
12. 검투왕 다이가렉스가 등장하다
13. 배틀로봇 X는 누구냐?
14. 도적인법장
15. 드리모그가 난 날
16. 붙잡힌 왕을 구해라
17. 사랑의 오로라 이야기
18. 나는 천재 메카니션
19. 서봇
20. 폭풍을 부르는 결승전
21. 커맨더로의 길
22. 잃어버린 기억
23. 암흑수 드라고버스트가 탄생하다
24. 다시 만나는 날까지
25. 빅뱅의 정체
26. 대우주의 대결투
27. 새 친구
28. 하루카는 일류 매니저
29. 도깨비 커멘더의 정
30. 브라이온 대 건더
31. 본렉스 수행중
32. 긴잔 대 건더
33. 기동포물장
34. 건더 강탈계획
35. 빅뱅 대 드라고버스트
36. 전설의 타이탄 클라우더
37. 암흑수의 비밀요새
38. 다이랜드의 마지막 날
39. 무적의 클러스터 파워

## 주제가
- 오프닝 - 미래전사 그레이트 건더
- 엔딩 - 우리는 영웅